# When Broadway Was a Trail
When Broadway Was a Trail és una pel·lícula muda de la World Film Company estrenada el 26 d'octubre de 1914, escrita i dirigida per Oscar A. C. Lund i interpretada pel mateix O. A. C. Lund, Barbara Tennant i Edward Roseman. La crítica destacava que alguns efectes com la neu artifical o alguns dels decorats naturals eren massa evidents. Es considera una pel·lícula perduda.

## Argument
El 1626, Henry Minuet, fill del gobernador de Nova Amsterdam (Nova York), es desplaça a la colònia de Danvers (Massachusetts) per tal de comprar blat, ja que la ciutat n'està molt necessitada. Pel camí són atacats pels iroquesos i només Henry logra escapar, arribant a Danvers com a refugiat no gosa explicar qui és. Allà coneix Priscilla Elliott, filla del merge de Danvers i malgrat que no parlen la mateixa llengua s'enamoren. Priscilla és festejada per Salvation Hibbins, però a ella no li agrada perquè sempre està enganxat a les faldilles de la seva mare. Quan el pare de Priscilla mor, la mare de Salvation intentar forçar el matrimoni amb el seu fill èrò ella s`hi nega. Aleshores la senyora Hibbins l'acusa de ser una bruixa. Henry la defensa però tots dos són detinguts.
Arriba un missatger de Nova Amsterdam per tal d'intentar aconseguir notícies de Henry i el gobernador de Danvers, Standish Hope, ordena alliberar-lo. Quan van a buscar-lo s'adonen que ell ha aconseguit fugir i per això se li diu al missatger que ells no pensen fer cap tracte amb la seva colònia. Els soldats capturen Henry però ell aconsegueix envier Priscilla a casa seva a Nova Amsterdam. Henry és finalment alliberat i torna cap a casa. Pel camí es retroba smb Priscilla que ha estat rebutjada per la seva família que volia que Henry es casés amb algú de la pròpia colònia. Els amants decideixen prescindir de les seves famílies i viure aïllats al bosc.

## Repartiment
- Barbara Tennant (Priscilla Elliott)
- Oscar A.C. Lund (Henry Minuet)
- Julia Stuart (Mistress Minuet)
- Edward Roseman (Peter Minuet)
- Lindsay J. Hall (Salvation Hibbins)
- Mary Navarro (Mistress Hibbins)
- Alec B. Francis (Standish Hope)
- George Cowl (cap iroquès)